# Многокамерная съёмка
Многока́мерная съёмка (англ. multiple-camera setup, multiple-camera mode of production, multicam) — метод съёмки в кинематографе и на телевидении, основанный на одновременной съёмке одной и той же сцены несколькими киносъёмочными аппаратами или видеокамерами. В результате получается две или несколько записей изображения с разных точек и с разной крупностью плана, полученных одновременно. При монтаже сцены используются наиболее выразительные части отснятого каждой камерой материала. Фрагменты плёнок с разных камер склеиваются в готовый фильм так, чтобы действие шло непрерывно, без временно́го скачка. Синхронизация изображения с разных камер и звука производится при помощи временно́го кода, а в кинематографе для этого используются специальные звукомонтажные столы с четырьмя лентопротяжными трактами. При телевизионной съёмке монтаж часто происходит в реальном времени при помощи коммутации сигналов с разных передающих камер, которую выполняет режиссёр видеомикшером.
Не следует путать многокамерную съёмку с многокамерными системами кинематографа, рассчитанными на получение изображения, составленного из частей, получаемых разными киносъёмочными аппаратами. Такие системы из трёх и более камер существовали для съёмки в панорамных и кругорамных форматах.

Схема многокамерной съёмки

## Технологии многокамерной съёмки
Впервые многокамерная съёмка была использована в 1914 году режиссёром Дэвидом Гриффитом для создания сцены фильма «Любовь индианки». В телевидении и кинематографе способы многокамерной съёмки могут отличаться. В телевизионной технологии все камеры, участвующие в съёмке сцены или сюжета, всегда работают постоянно, но получение готовой видеозаписи возможно двумя способами:
- коммутация сигналов с передающих телекамер непосредственно во время съёмки режиссёром. Такой способ является единственным при прямых телетрансляциях;
- последующий монтаж видеозаписей с разных камер и звука, с синхронизацией по временному коду, записываемому одновременно с изображением и звуком каждой камерой.

При киносъёмке возможны три способа:
- параллельная непрерывная съёмка несколькими киносъёмочными аппаратами с отбором нужных планов в процессе последующего монтажа. При этом способе неизбежен перерасход дорогостоящей киноплёнки, большая часть которой не используется для создания фильма;
- поочередная съёмка несколькими киносъёмочными аппаратами, включаемыми с пульта по команде режиссёра или главного оператора. Такой способ позволяет экономить киноплёнку;
- способ, аналогичный предыдущему, но дополненный применением видеоконтроля с помощью телевизира. Это наиболее совершенный способ многокамерной киносъёмки, позволяющий контролировать сцену визуально по мониторам видеоконтроля. Такой способ впервые был применён, как альтернативный кинорегистрации видео, до изобретения видеозаписи.

Для многокамерной съёмки с телевизи́ром в 1970-х годах создавались специализированные комплексы съёмочной аппаратуры, представляющие собой замкнутую телевизионную систему. Для повышения точности монтажа в киносъёмочных аппаратах для этой технологии применялась световая маркировка киноплёнки. Из наиболее известных систем многокамерной съёмки, применявшихся в том числе в отечественном фильмопроизводстве, можно назвать комплексы «Система-35» фирмы Mitchell Camera (США) и «Электроник-кам» фирмы Arri (Германия).

## Применение
Многокамерная съёмка особенно эффективна при съёмке актёрских диалогов. Разные камеры могут снимать разных актёров и разную крупность плана, позволяя ускорить и упростить съёмочный процесс, чтобы не снимать диалоги отдельно для каждого его участника с последующей склейкой.
Многокамерная съёмка предпочтительнее с точки зрения динамики и актёрского исполнения, ведь эпизод разыгрывается без остановок, что позволяет актёрам играть логично и правдоподобно. С другой стороны, при многокамерной съёмке зачастую страдает сценография, так как идеально выстроить кадр одновременно на несколько камер невероятно трудно. Кроме того, многокамерные съёмки дороже и ведут к повышенному расходу киноплёнки, основная часть которой не используется в окончательном фильме. Состав операторской группы увеличивается, так как необходимо обслуживать несколько киносъёмочных аппаратов.
Вместе с тем многокамерные съёмки существенно повышают производительность, поскольку съёмка эпизода происходит сразу, без перестановок освещения и камер для каждого актёрского плана. Наиболее популярна такая технология при производстве телефильмов, однако применяется и в полнометражных кинофильмах. В СССР многокамерная съёмка впервые использована в художественном кинематографе в 1963 году.
Также подобный приём съёмки очень усложняет постановку качественного художественного света. Поэтому в большинстве случаев применяют бестеневой вид освещения переднего плана.
Кроме художественного кинематографа и телевизионных ток-шоу, многокамерная съёмка эффективна при телевизионной трансляции спортивных соревнований или музыкальных шоу. При этом многокамерная съёмка позволяет мгновенно переключать камеры, расположенные в разных местах действия, иногда удалённых друг от друга на значительные расстояния. Кроме того, многокамерная съёмка позволяет стыковать планы с камер, установленных неподвижно, с планами подвижных камер на тележках, операторских кранах или стэдикамах. Такое построение видеоряда существенно повышает его выразительность.